# Sengkofen
Sengkofen ist ein Ortsteil der Gemeinde Mintraching im Landkreis Regensburg (Bayern) mit 254 Einwohnern, davon 243 mit Hauptwohnsitz (Stand: 31. Dezember 2021).

## Lage
Der Ort wird am westlichen Ortsrand vom Langenerlinger Bach gestreift. Nördlich des Dorfes fließt die Pfatter vorbei.
Das Dorf wird von der Pfarrei Mintraching mitbetreut.

## Geschichte
In Sengkofen befindet sich ein linearbandkeramisches Gräberfeld aus der Jungsteinzeit.
Zum 1. Mai 1978 wurde die damalige Gemeinde Sengkofen, bestehend aus den Gemeindeteilen Sankt Gilla und Sengkofen, in die Gemeinde Mintraching eingemeindet.

## Bauwerke
- Kirche St. Jakobus: Saalbau mit eingezogenem Chor und Ostturm mit steilem Treppengiebel

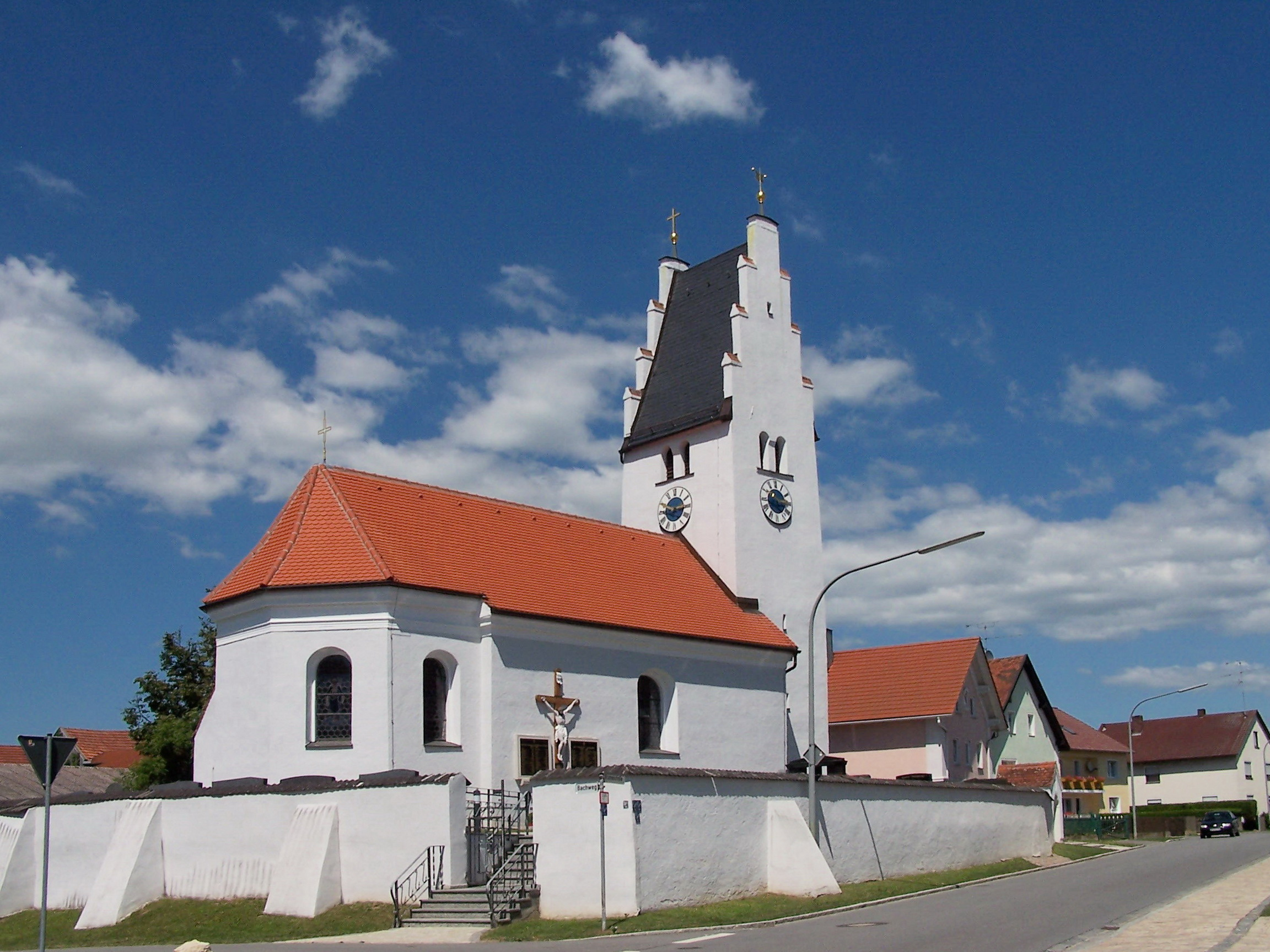
Sankt Jakob in Sengkofen

## Vereine
- Freiwillige Feuerwehr Sengkofen